# Yŏnsan-gun
Yŏnsan-gun (koreanska: 연산군) är en kommun i Nordkorea.   Den ligger i provinsen Norra Hwanghae, i den södra delen av landet, 50 km öster om huvudstaden Pyongyang.